# Rinorea flavescens
Rinorea flavescens (Aubl.) Kuntze – gatunek roślin z rodziny fiołkowatych (Violaceae). Występuje naturalnie w Kolumbii, Wenezueli, Gujanie, Surinamie, Gujanie Francuskiej, Ekwadorze, Peru oraz Brazylii (w stanach Acre, Amazonas, Amapá, Pará, Rondônia, Roraima, Maranhão i Mato Grosso). 

## Morfologia
PokrójZimozielone drzewo dorastające do 3–12 m wysokości.
LiścieBlaszka liściowa ma eliptycznie lancetowaty lub odwrotnie jajowaty kształt, jest od niemal całobrzegiej do ząbkowanej na brzegu, ma nasadę od tępej do klinowej i spiczasty wierzchołek. Ogonek liściowy jest nagi.
KwiatyZebrane w gronach.
OwoceTorebki mierzące 15-40 mm długości. Nasiona maja kulisty kształt i są gładkie.

## Biologia i ekologia
Rośnie w lasach, na wysokości do 1000 m n.p.m.